# Takashi Yamahashi
Takashi Yamahashi (山橋 貴史, Yamahashi Takashi) est un footballeur japonais né le 31 mai 1972 dans la Hokkaido au Japon.